# Pirogravură

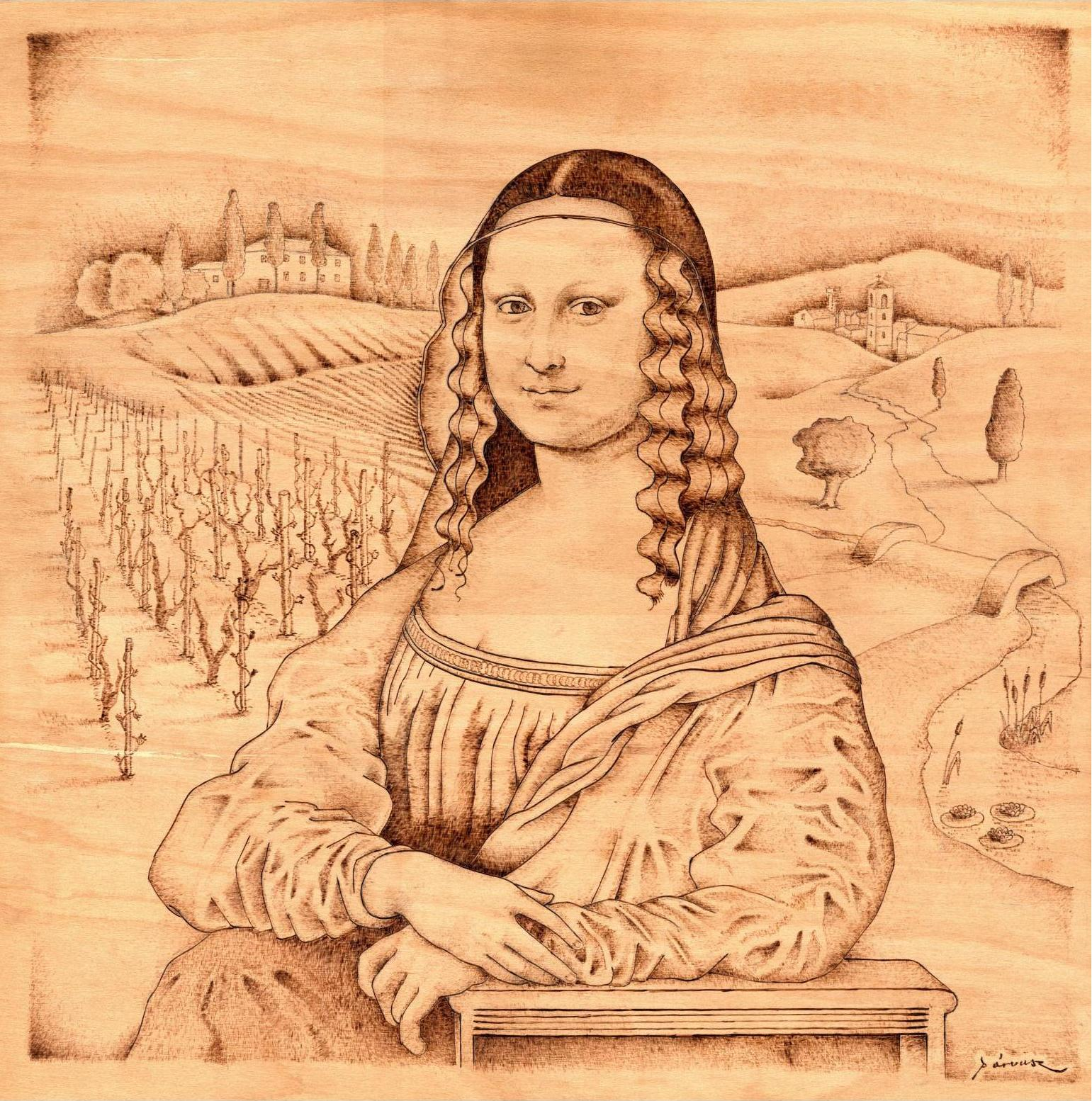
Pirogravură al Mona Lisei

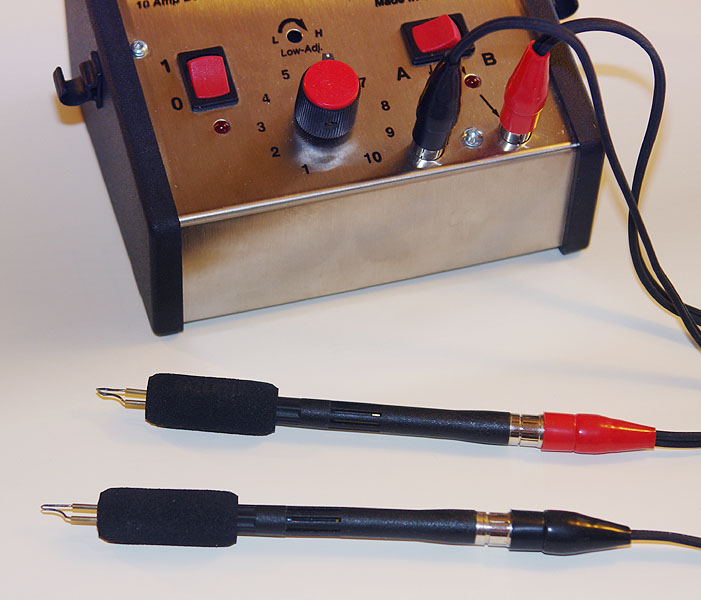
Aparat electric de pirogravură, cu temperatură reglabilă

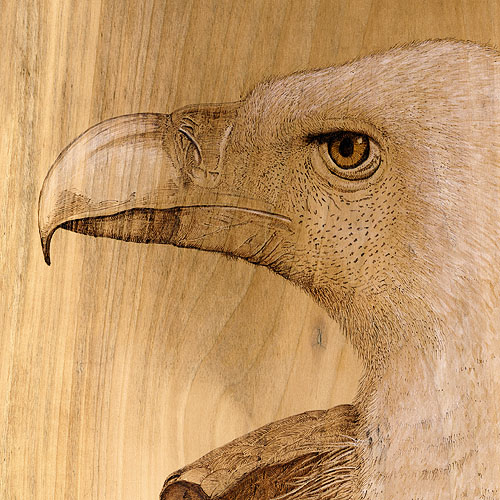
Pirogravură pe lemn reprezentând un cap de vultur

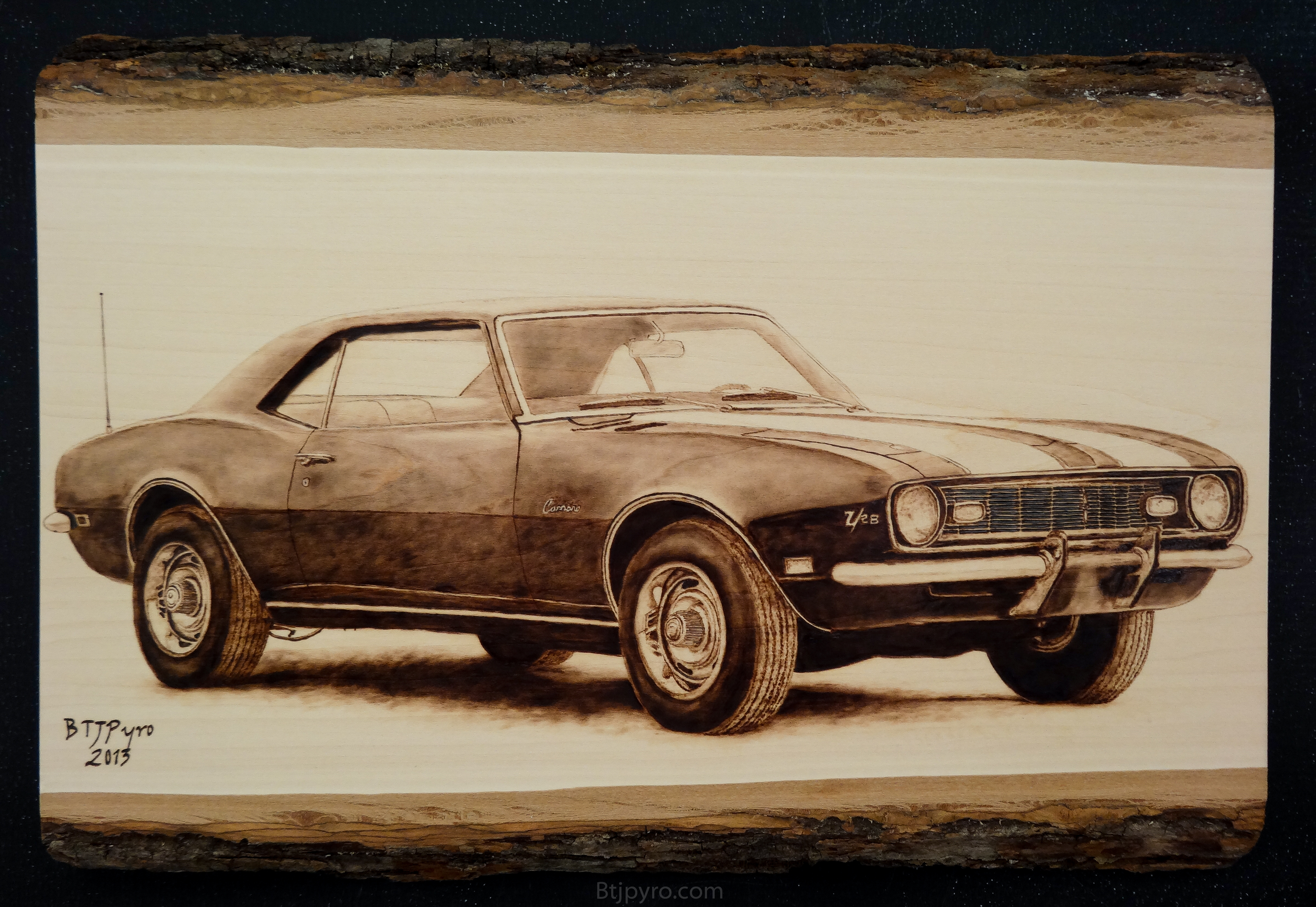
1968 Chevrolet Camaro Z/28 Pirogravat de BTJPyro.com

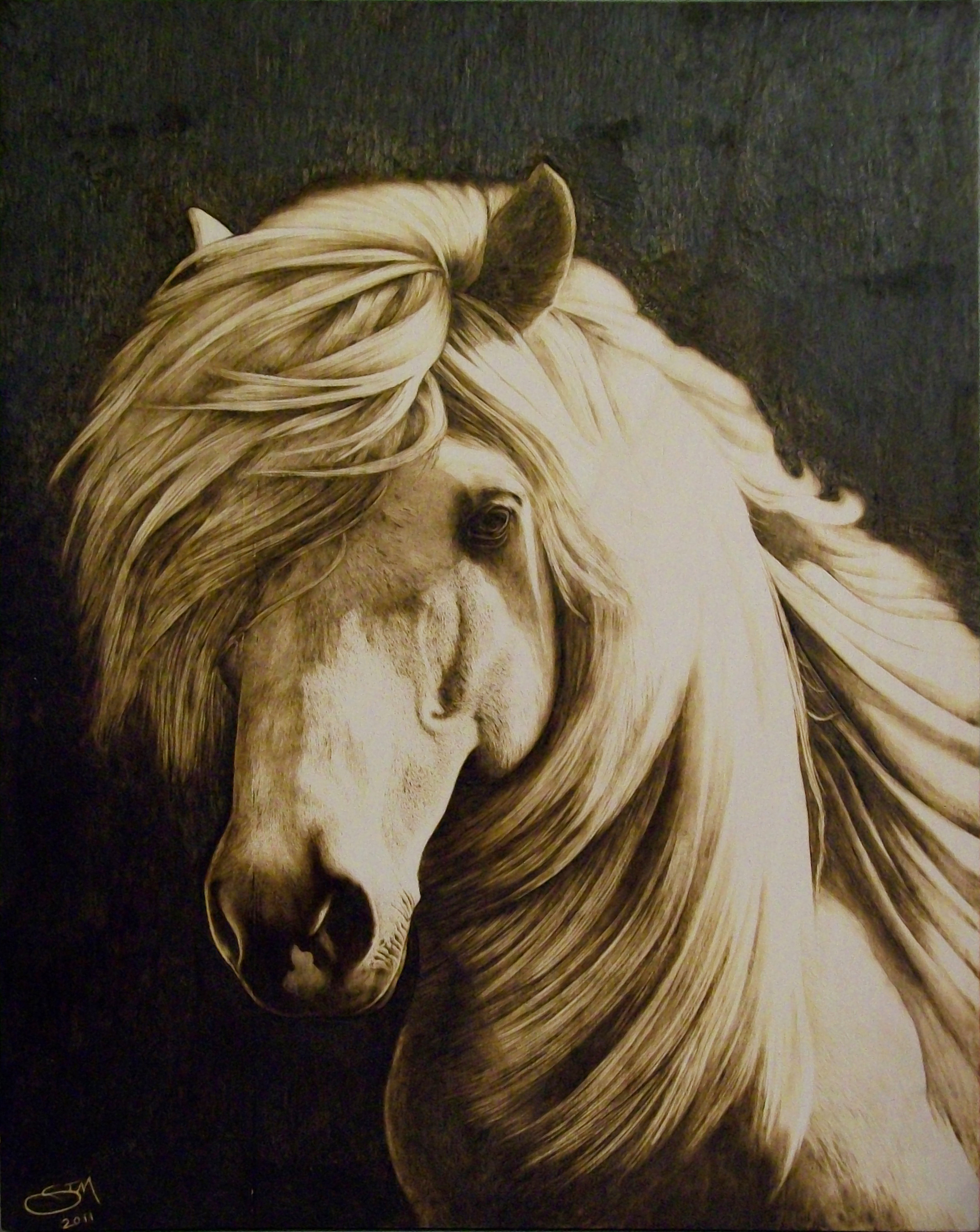
The White Horse(Calul Alb). Pirogravat pe lemn de plop

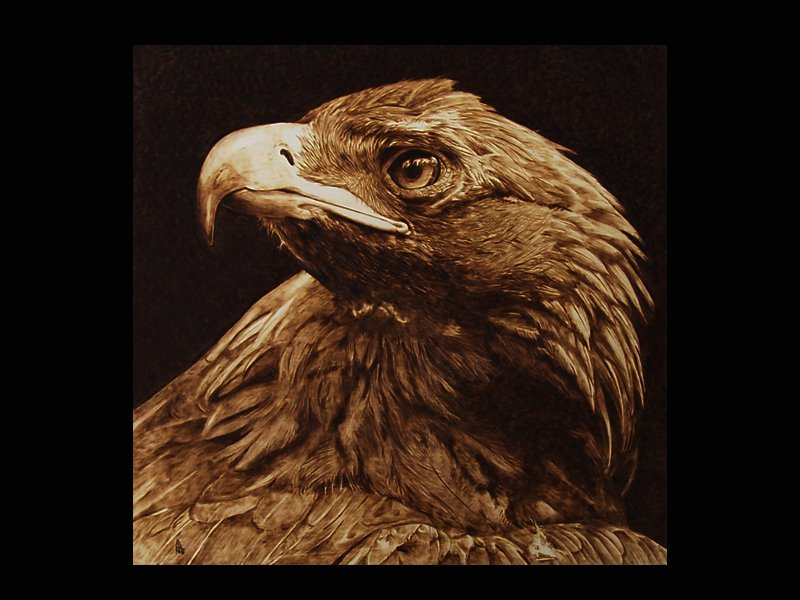
"The Tawny Eagle". Davide Della Noce - pirogravură

Pirogravura este arta de a grava desene pe diferite obiecte de lemn, de piele, de os etc. cu ajutorul unui vârf de metal încălzit în foc sau cu un termocuter, precum și rezultatul acestei activități.

## Echipament
Pirogravura tradițională poate fi realizată folosind orice metal încălzit. Există mașini moderne de pirogravat, și pot fi împărțite în trei categorii principale.

### Arzatoare solide cu puncte
Arzatoare solide cu puncte sunt similare cu designul unui ciocan de lipit. Au o bucată de alamă masivă, care este încălzită cu un element electric, și funcționează la o temperatură fixă.

### Arzatoare-sârmă peniță
Arzatoare-sârmă peniță pot avea control de temperatura variabilă. Penița de scris este încălzită de un curent electric care trece direct prin ea. Unele modele au penițe ce pot fi schimbate pentru a permite efecte diferite.

### Tăiere cu laser
Laserul poate fi setat pentru arderea materialului în loc de tăiere pe tot parcursul ei. Multe  lasere oferă facilități ca de exemplu software pentru a importa fișierele cu imagini să le transfere pe o foaie de lemn. Unele sisteme laser sunt suficient de sensibile pentru a efectua pirogravura pe foi subțiri sau chiar hârtie.

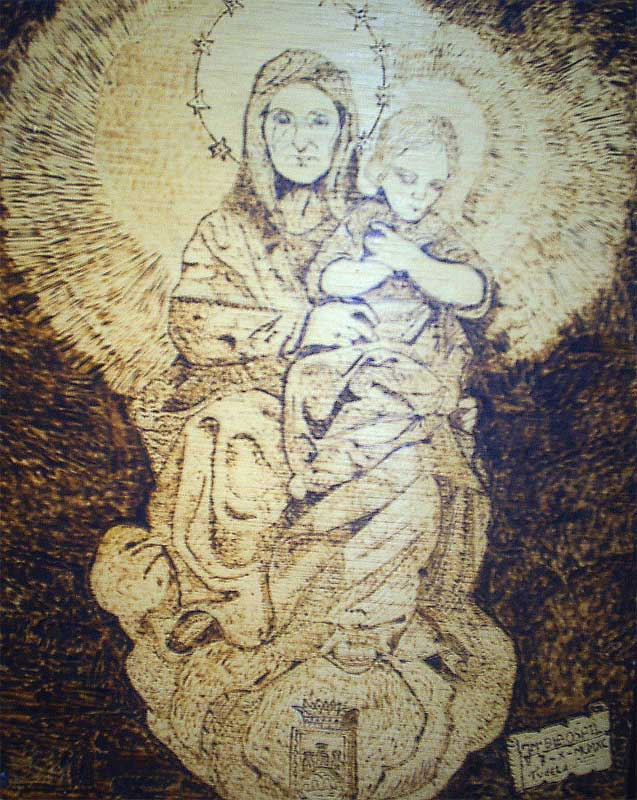
Desen făcut cu această tehnică.
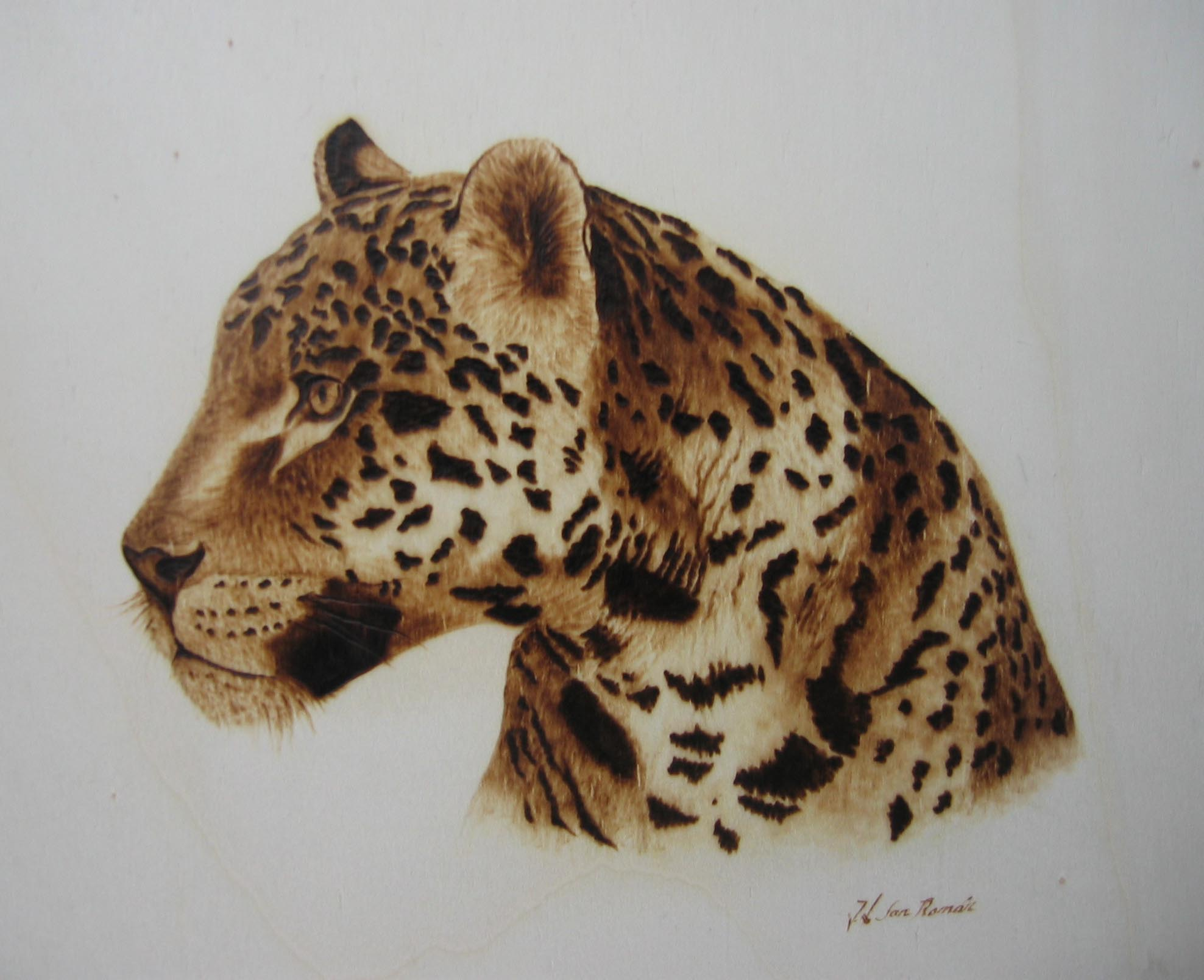
Pirogravat pe lemn.
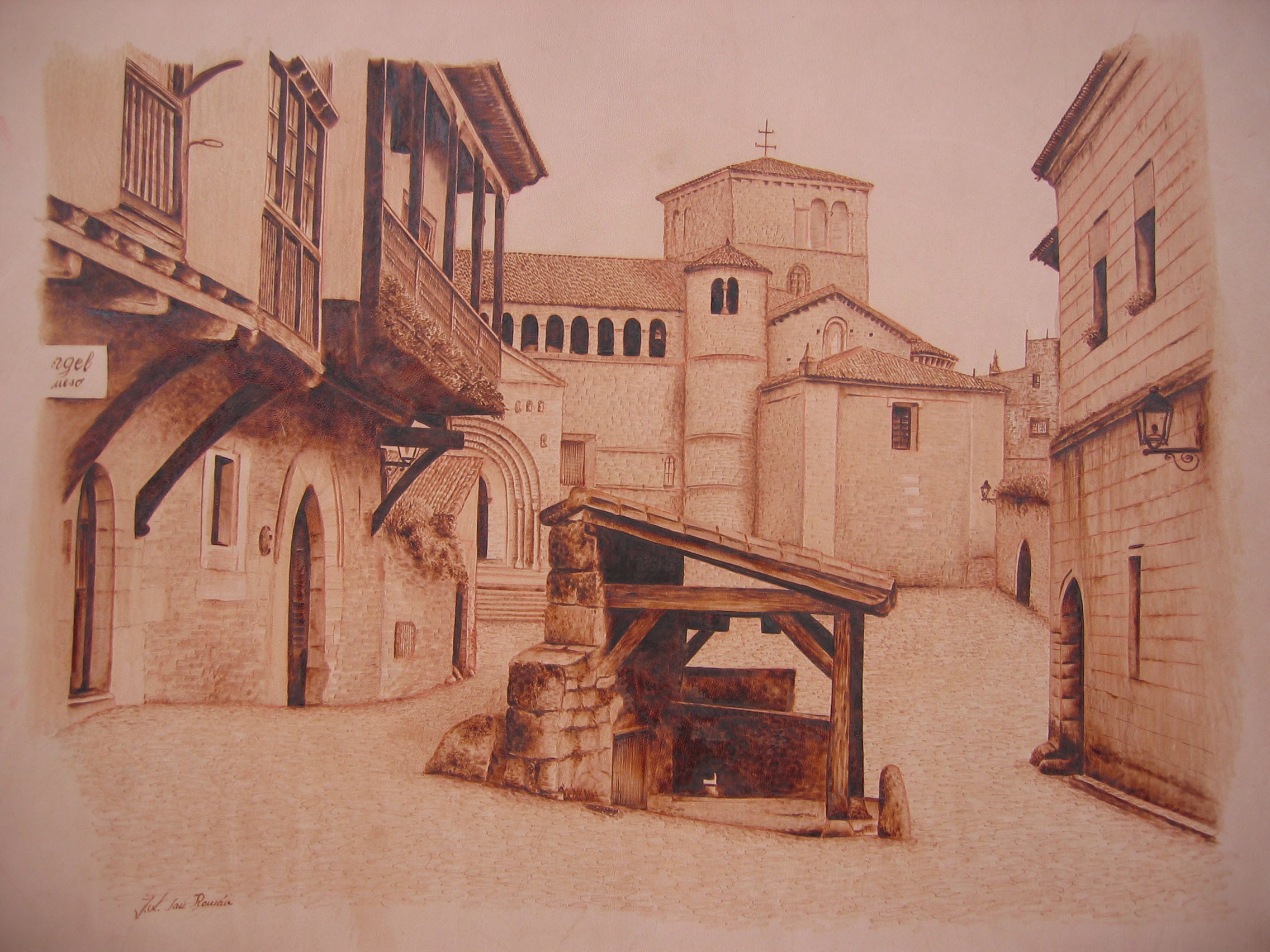
Pirogravat pe piele.